# Organisations de journalistes en France
Les organisations de journalistes en France sont des associations professionnelles ou des syndicats, regroupant des membres français de cette profession selon différents critères, notamment des objectifs professionnels ou des domaines d'activités ou des zones géographiques couvertes. Concernant cette profession coexistent en effet des organisations de défense de l'intérêt des salariés, syndicats traditionnels, avec des groupements d'échanges et des associations facilitant l'exercice de cette activité, défendant la liberté de la presse et défendant ses membres, qui se trouvent souvent placés au cœur des tensions liées à l'actualité.

## Historique
Ces organisations n'apparaissent que dans la dernière partie du XIXe siècle, leur absence faisant dire à Henri Rochefort en 1867, pendant le Second Empire : « Toutes les corporations ont un syndicat chargé de la défense commune… Seul le corps des journalistes, qui a tous les genres d'esprit, manque au plus haut point de l'esprit de solidarité ». La première association émerge en 1879, avec l'Association de la presse républicaine et départementale, suivie en 1881, par l'Association syndicale professionnelle des journalistes républicains français. D'autres suivent dont l'Association des journalistes parlementaires, créée en 1891 et qui existe encore. Que les premières associations s'affirment républicaines n'est pas un hasard : la défense des journalistes va souvent de pair avec la défense de la liberté de la presse, et les régimes non républicains en France ont souvent cherché à réduire cette liberté ou à la mettre sous contrôle. La Troisième République consacre la liberté de la presse avec la loi du 29 juillet 1881 qui connaît son âge d'or à cette période. Les lois successives sur les syndicats (loi relative à la création des syndicats professionnels du 21 mars 1884) et sur les associations loi de 1901 (loi du 1er juillet 1901) précisent le cadre législatif permettant à cette profession de s'organiser,.
Mais la plupart des organisations apparaissent après la Première Guerre mondiale. Cette période est marquée par des salaires dans cette profession qui ne suivent pas l'inflation, et par une dégradation des conditions de vie des personnes exerçant cette profession. Le Syndicat national des journalistes (SNJ), qui s'intitule dans un premier temps Syndicat des journalistes, est ainsi créé en 1918. Par ailleurs, cette organisation publie, peu de temps après sa création, une Charte des devoirs du journaliste, qui définit les principes déontologiques de cette profession. Il s'agit de renforcer la crédibilité du travail journalistique, après la période de guerre marquée par la censure et le bourrage de crâne sur les médias autorisés.

## Principales associations
Parmi ces associations, citons notamment, :
- Asia Presse
- Association des journalistes des activités de la maison (ACAM)
- Association des critiques et des journalistes de bande dessinée (ACBD)
- Association des cyber-journalistes(ACJ)
- Association des femmes journalistes (AFJ)
- Association française des journalistes agricoles (AFJA)
- Association française des journalistes et écrivains du tourisme (AFJET)
- Association française de la presse automobile (AFPA)
- Association française de presse et des journalistes international (AFPJI)
- Association interdépartementale des correspondants de presse (AICP)
- Association internationale des journalistes du cyclisme (AIJC)
- Association internationale des journalistes ferroviaires (AIJF)
- Association des journalistes de la construction (AJC)
- Association des journalistes professionnels de la défense (AJD)
- Association des journalistes de l'énergie (AJDE)
- Association des Journalistes de l'environnement (AJE)
- Association des journalistes éducation recherche (AJé)
- Association des journalistes européens (AJE France)
- Association des journalistes économiques et financiers (AJEF)
- Association des journalistes de l’habitat et de la ville (AJIBAT)
- Association des journalistes d'information religieuse (AJIR)
- Association des journalistes de l'information sociale (AJIS)
- Association des journalistes du jardin et de l'horticulture (AJJH)
- Association des journalistes des médias et de la communication (AJM)
- Association des Journalistes médicaux de la presse grand public (AJMED)
- Association française des journalistes spécialisés sur le Moyen-Orient et le Maghreb (AJMO)
- Association des journalistes parlementaires (AJP)
- Association des journalistes du patrimoine (AJP)
- Association des journalistes professionnels de l’aéronautique et de l’espace (AJPAE)
- Association des journalistes de presse magazine (AJPM)
- Association des journalistes des petites et moyennes entreprises (AJPME)
- Association des journalistes de la presse périodique (AJPP)
- Association des journalistes de la sécurité (AJS)
- Association des journalistes scientifiques de la presse d'information (AJSPI)
- Association des journalistes de tourisme (AJT)
- Association des journalistes techniques européens (AJTE)
- Association des journalistes techniques et économiques (AJTE)
- Association des journalistes de Toulouse et de Midi-Pyrénées (AJT-MP)
- Association des journalistes universitaires (AJU)
- Association des journalistes vidéastes de la presse en ligne (AJVPL)
- Association nationale des iconographes (ANI)
- Association nationale des journalistes de l'assurance (ANJA)
- Association nationale des journalistes d’information médicale (ANJIM)
- Association professionnelle des chroniqueurs et informateurs de la gastronomie et du vin (APCIG)
- Association de préfiguration d'un conseil de presse en France (APCP)
- Association de la presse diplomatique française (APD)
- Association de la presse équestre française (APEF)
- Association de la presse judiciaire ou Association confraternelle des journalistes de la presse judiciaire (APJ)
- Association syndicale professionnelle de la presse ministérielle (APM)
- Association de la presse présidentielle (APP)
- Association de la presse philatélique francophone (APPF)
- Association nationale des journalistes pigistes (Profession : pigiste)
- Cercle des journalistes juridique (CJJ)
- FreeLens, pour une photographie d'utilité publique,
- Journalistes-écrivains pour la nature et l'écologie (JNE)
- Syndicat de la critique parisienne
- Syndicat professionnel de la critique de théâtre de musique et de danse (SCTMD)
- Syndicat français de la critique de cinéma et des films de télévision (SFCC)
- Union des journalistes arabisants français (UJAF)
- Union des journalistes de cinéma (UJC)
- Union des journalistes de sport en France (UJSF)
- Union des photographes professionnels (UPP)

Les trois premiers syndicats de journalistes professionnels sont :
- Syndicat national des journalistes (SNJ)
- Syndicat national des journalistes CGT (SNJ-CGT)
- Union syndicale des journalistes CFDT (USJ-CFDT)

De 1966 au début des années 1990, une Union nationale des syndicats de journalistes (UNSJ), associaient ces trois syndicats et le Syndicat national des journalistes FO, pour coordonner certaines de leurs actions. Le syndicat FO quitte l'UNSJ dès 1983, réagissant à des actions décidées unilatéralement à son sens par la CGT,.
Des organisations non gouvernementales défendent également la sécurité des journalistes et à travers eux la liberté de la presse, mais dans un cadre international.